# 史诗

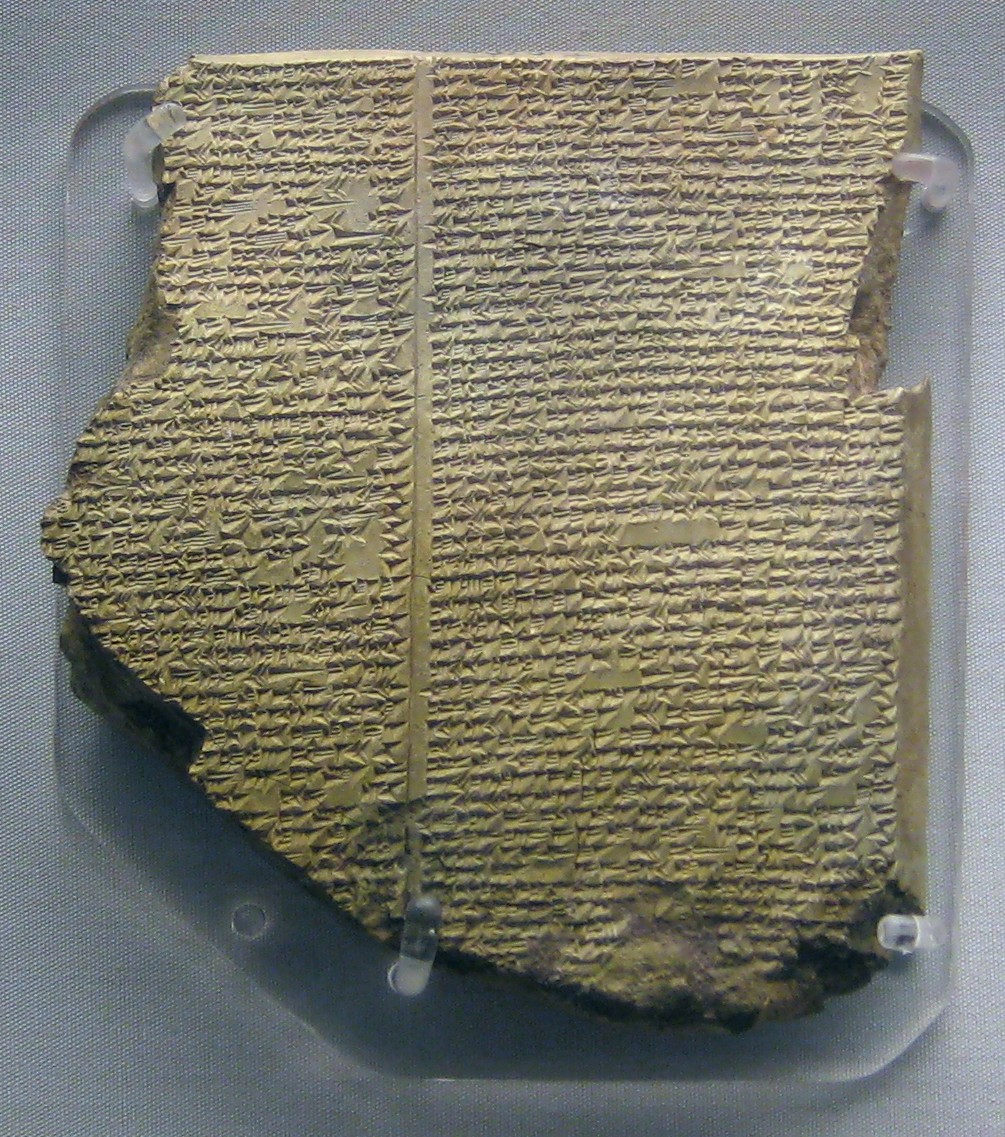
一塊雕刻於泥板上的吉尔伽美什史诗片段

史詩是一種莊嚴的文學體裁，內容為民間傳說或歌頌英雄功績的長篇敘事詩，它涉及的主題可以包括歷史事件、民族、宗教或傳說。
專家艾伯特·羅德和米爾曼·帕里主張經典的史詩基本上是口傳形式流傳的。在文字尚未出現時，史詩最初是純口述式記錄的，在傳達過程中，聽眾聆聽史詩後，會用口述形式將史詩世代相傳，隨著時間而增添情節，最後被整理、加工，以文字記載成為一部統一的作品。這類史詩的代表有荷馬的史詩作品《伊利亞特》和《奧德賽》。另一種為文學作家以特定的觀念目的有意識地編寫而成的「文學史詩」，這類史詩的代表有維吉爾的《埃涅阿斯紀》和約翰·彌爾頓的《失樂園》。Epyllion是另一種篇幅簡短的史詩，字源來自古希臘文ἐπύλλιον，意思是「小的史詩」。Epyllion一詞在十九世紀開始被使用，其敘述的內容通常是浪漫或神話的主題，經典的Epyllion例子包括《埃涅阿斯紀》第六卷中關於尼蘇斯和尤里烏魯斯的故事。另外，Epyllion亦指一些英國文藝復興時期的詩，特別是那些受奧維德影響的作品。
“史詩”這個詞在現代語文中，多用來指虛構的文藝作品，其特點是背景龐大、人物眾多，涉及大量的虛構地理，時間跨度大的敍事作品。典型的例子如《星球大戰》等，參見大河小說。

## 口述
在文字尚未出現時，史詩最初是純口述式記錄的，在傳達過程中，聽眾聆聽史詩後，會用口述形式將史詩世代相傳。二十世紀初期，艾伯特·羅德和米爾曼·帕里在研究巴爾幹半島的口傳史詩傳統中，採用並列模型（英語：Paratactic model）來解釋詩歌內容的組成。他們指出這些史歌通常由若干簡短情節構成，而每個情節之間的地位、吸引性及重要性都是對等的，而當表演者傳唱史詩的時候，這種結構有助記憶及重現史詩的情節。另外，兩人亦證明荷馬史詩最可能的書寫文本來源是由聽寫形式記錄下來。

## 特色
傳統史詩有幾個主要的特色：
- 以某個英雄為中心，通常是在軍事、民族或宗教的重要人物，甚至是半人半神；
- 龐大的背景設定，廣闊無邊的地理環境，包含的許多國家，世界或宇宙；
- 英勇的戰鬥或勇敢的行為，通常涉及個人的犧牲；
- 故事主軸通常牽涉國家或族群間的恩怨情仇；
- 故事中出現神、天使、魔鬼等神靈；
- 持久的旅程，而且通常充滿異國情調；
- 詩人保有客觀性；

傳統史詩的題材多為大眾所知的傳統故事，使觀眾能立即進故事情節而不至於感到迷惑。

## 列表
著名的史詩，以時間為序：

### 古典時代
- 前20世紀：
  - 《吉爾伽美什》（美索不達米亞神話）
  - 《阿特拉哈西斯》（美索不達米亞神話）
- 前8世紀到前6世紀：
  - 《埃努瑪·埃利什》（巴比倫神話）
  - 荷馬的《伊利亞特》、《奧德賽》（希臘神話）
  - 赫西俄德的《神谱》、《工作與時令》（希臘神話）
  - 英雄诗系：包拓《愛神阿佛洛狄忒》、《埃塞俄比斯人》、《小伊利亞特》、《伊里昂之劫》、《歸國遙》、《泰列格尼》
  - 忒拜诗系：Οἰδιπόδεια、《忒拜戰紀》、《厄庇戈諾伊》
  - 其他：《提坦之戰》、《赫拉克里亞》
- 前5世紀到前4世紀：
  - 《羅摩衍那》（印度神話）
  - 《摩訶婆羅多》（薄伽梵歌是其中一篇，印度神話）
  - 《約伯記》
- 前3世紀：
  - 阿波羅尼奧斯的《阿爾戈英雄記》
- 前2世紀：
  - 恩尼烏斯的《聖事紀年錄》
- 前1世紀：
  - 維吉爾的《埃涅阿斯紀》（古羅馬史詩）
  - 《奪牛長征記》（愛爾蘭神話）
- 1世紀：
  - 奧維德的《變形記》
  - 盧坎的《內戰記》（也名《法爾薩利亞》）
  - 西利烏斯·伊塔利庫斯的《布匿戰記》
  - 瓦勒里烏斯·弗拉庫斯的《阿爾戈英雄記》
  - 斯塔提烏斯的《忒拜戰紀》
- 2世紀：
  - 馬鳴的《佛所行贊》（也名《佛本行經》）
- 2世紀到5世紀：
  - 伊蘭戈的《圓環物語》（泰米爾語文學，印度）
  - 悌儒維魯瓦的《古臘箴言》（泰米爾語文學，印度）
- 3世紀到4世紀：
  - 昆圖斯的《續荷馬史詩》
- 4世紀：
  - 迦梨陀娑的《鳩摩羅出世》
  - 迦梨陀娑的《羅怙世系》
- 5世紀：
  - 諾努斯的《狄奧尼西卡》

### 中古世紀
- 8世紀到10世紀：
  - 《貝奧武夫》（盎格魯-撒克遜人神話）
  - 《沃爾德雷》（盎格魯-撒克遜人史詩）
  - 《薩遜的大衛》（亞美尼亞史詩）
- 9世紀
  - 《薄伽梵往世書》（梵文文學）
- 10世紀：
  - 菲爾多西的《王書》（波斯史詩）
  - 埃克哈德的《瓦爾塔里烏斯》（拉丁文文學）
  - 《馬爾登戰役》（古英語英雄詩篇）
- 11世紀：
  - 《詩體埃達》（北歐神話）
  - 《魯特利普》（德國詩體小說）
  - 《迪格尼斯·阿克里塔斯》（拜占庭英雄史詩）
  - 《羅蘭之歌》（法蘭西史詩）
  - 《格薩爾王傳》（藏族史詩，世界最長的英雄史詩，至今依然傳唱）
  - 《瑪納斯》（柯爾克孜族英雄史詩）
- 12世紀：
  - 紹塔·魯斯塔韋利的《虎皮武士》（格魯吉亞史詩，也名《豹皮武士》）
  - 《亞歷山大》（拉丁文文學）
  - 《伊戈爾出征記》（俄羅斯史詩）
- 13世紀：
  - 《尼伯龍根之歌》（高地德語史詩）
  - 雷亞孟的《布魯特》（英國文學，亞瑟王題材）
  - 《熙德之歌》（西班牙史詩）
  - 約翰·加蘭的《教會的勝利》
  - 史洛里·斯圖拉松的《散文埃達》（北歐神話）
  - 沃爾夫拉姆·封埃申巴赫的《帕爾齊法爾》
  - 《薩迦》（北歐史詩）
  - 《江格爾》（蒙古英雄史詩）
- 14世紀：
  - 1300年：《世界的運行者（英语：Cursor_Mundi）》（基督教詩篇，作者不詳）
  - 但丁的《神曲》
  - 佩脫拉克的《阿非利加》（拉丁文史詩）
- 15世紀：
  - 《頭韻詩亞瑟之死》
  - 1495年：博亞爾多的《熱戀的羅蘭》

### 近現代
- 16世紀：
  - 《黑暗傳》（漢族創世史詩）
  - 1516年：阿里奥斯托的《瘋狂的羅蘭》
  - 1555年：賈梅士的《葡國魂》又名《路濟塔尼亞人之歌》
  - 1575年：托爾誇多·塔索的《耶路撒冷的解放》
  - 1596年：艾德蒙·斯賓塞的《仙后》
- 17世紀：
  - 1651年：茲里尼的《錫蓋特之危》
  - 1667年：約翰·彌爾頓的《失樂園》
  - 1695年：布拉克摩爾的《亞瑟王子》
  - 1697年：布拉克摩爾的《亞瑟王》
- 18世紀：
  - 《瑪納斯》（柯爾克孜族英雄史詩）
  - 1705年：布拉克摩爾的《伊萊札》
  - 1723年：伏爾泰的《亨利亞德》
  - 1723年：布拉克摩爾的《阿佛列》
  - 1737年：理查·格洛威的《萊奧尼達斯》
  - 1749年：克洛卜施托克的《救世主》
  - 1785年：赫拉斯科夫的《弗拉基米爾的再生》
  - 1796年：羅伯特·沙賽的《聖女貞德》
- 19世紀：
  - 1801年：羅伯特·沙賽的《毀滅者塔拉巴》
  - 1805年：羅伯特·沙賽的《瑪道克》
  - 1807年：巴羅的《哥倫比亞德》
  - 1808年：威廉·雷克的《米爾頓》
  - 1810年：羅伯特·沙賽的《刻哈瑪的詛咒》
  - 1814年：羅伯特·沙賽的《羅德里克，最後一個哥德人》
  - 1817年：雪萊的《伊斯蘭的反叛》
  - 1818年：濟慈的《恩底彌翁》
  - 1818年：濟慈的《許佩里翁》
  - 1820年：威廉·雷克的《耶路撒冷》
  - 1824年：喬治·戈登·拜倫的《唐·璜》
  - 1834年：亞當·密茨凱維奇的《塔德伍施先生》
  - 1849年：埃利亚斯·伦罗特的《卡勒瓦拉》（据芬蘭神話编纂的民族史诗）
  - 1853年：克列茨瓦爾德的《卡列維波埃格》（愛沙尼亞民族史詩）
  - 1855年：亨利·沃茲沃思·朗費羅的《海華沙之歌》
  - 1855年－1860年：維克多·雨果的《撒旦的末日》
  - 1862年：維克多·雨果的《悲慘世界》
  - 1872年：何塞·埃爾南德斯的《高喬人馬丁·菲耶羅》（阿根廷史詩）
  - 1876年：赫爾曼·梅爾維爾的《克拉瑞》
  - 1874年－1880年：詹姆士·湯姆森的《暗夜之城》
  - 1888年：沃爾特·惠特曼的《草葉集》
- 20世紀：
  - 1911年：G·K·卻斯特頓的《白馬之歌》
  - 1934年：佩索阿的《使命》
  - 1924年－1938年：尼可斯·卡山札基的《奧德賽：現代續篇》
  - 1915年－1969年：艾茲拉·龐德的《詩章》
  - 1921年－1949年：約翰·內哈特的《西部之圈》
  - 1927年－1930年：安内·瓦巴尔纳（英语：Anne Vabarna）的《佩科》（爱沙尼亚塞托人的民族史诗）
  - 1946年－1958年：威廉·卡洛斯·威廉斯的《帕特生》
  - 1950年－1970年：查爾斯·奧爾森的《馬克西穆斯的詩》
  - 1954年：J·R·R·托爾金的《魔戒》
  - 1956年：哈里·馬丁松的《安尼亞瑞》
  - 1966年：加里·斯奈德的《山水無盡》
  - 1977年：佐治·魯卡斯的《星球大戰》
  - 1979年：楊牧的《吳鳳》
  - 1982年：詹姆斯·梅里爾的《聖多弗變幻之光》
  - 1990年：德里克·沃爾科特的《奧梅羅斯》

### 其他
- 19至20世纪：
  - 1950年：巴勃羅·聶魯達的《詩歌總集》
  - 1922年：艾略特的《荒原》
  - 理察·華格納的《尼伯龍根的指環》（歌劇）
  - 理察·華格納的《帕西法爾》（歌劇）
  - 1994年:  河洛歌子戲團的《東寧王國》（台灣史詩）